# 郑文忠
郑文忠，哈尔滨工业大学教授，主要从事预应力混凝土结构、工程结构改造等方面的研究工作。入选中华人民共和国教育部2009年度"长江学者"特聘教授、新世纪百千万人才工程国家级人选。